# 東京国際シネシティフェスティバル
東京国際シネシティ フェスティバル（とうきょうこくさいシネシティフェスティバル／Tokyo International CineCity Festival）は、2006年から2007年まで開催されていた映画祭。

## 概要
同年に開催を休止した東京国際ファンタスティック映画祭の後を継いで設立された。映画祭名は開催地となる歌舞伎町シネシティより名づけられた。会場は東京国際ファンタスティック映画祭と同じく新宿ミラノ1。愛称は「TOKYOシネフェス」。東京国際映画祭協賛企画。
2007年をもって休止した同映画祭に代わり、2008年秋からは、新宿ミラノ1のある歌舞伎町の地域色を強く打ち出した「歌舞伎町フェスタ（かぶきちょうフェスタ／"KABUKICHO FESTIVAL"）」が開催されることになっている。

## 東京国際シネシティフェスティバル2006
11月23日（木・祝）～11月26日（日）
- オープニング作品『007 カジノ・ロワイヤル』
- 『幸福な食卓』
- 『国境の南(原題)』
- 『モンスター・ハウス』
- 『パフューム ある人殺しの物語』
- 『名犬ラッシー』
- 特別招待作品：『めぐみ 引き裂かれた家族の30年』
- クロージング作品：『ディパーテッド』

## 東京国際シネシティフェスティバル2007
11月23日（金・祝）～25日（日）
- オープニング作品『テラビシアにかける橋』
- 世界のCMフェスティバル2007
- 『デイ・ウォッチ』
- 矢野沙織ファミリーシネマJAZZコンサート
- 『エクスクロス　魔境伝説』
- 『スーパー・ノイピー』
- 『シャシャ・ザトゥーナ』
- クロージング作品『ウォーター・ホース』